# Italiaans voetbalelftal onder 17 (vrouwen)
Het Italiaans vrouwenvoetbalelftal onder 17 is een vrouwenvoetbalelftal voor spelers onder de 17 jaar. Speelsters die 17 jaar zijn op het moment dat de kwalificatie voor een toernooi begint, kunnen blijven deelnemen. Zo kunnen er dus spelers van 18 jaar aan een toernooi meedoen.
Italië -17 speelt jaarlijks kwalificatiewedstrijden voor het Europees kampioenschap voetbal vrouwen onder 17. Via het eindtoernooi zijn vervolgens eens in de twee jaar tickets te verdienen voor het Wereldkampioenschap voetbal vrouwen onder 17.

## Geschiedenis
| Jaar | EK                  | WK                  |
| ---- | ------------------- | ------------------- |
| 2008 | Niet gekwalificeerd | Niet gekwalificeerd |
| 2009 | Niet gekwalificeerd | -                   |
| 2010 | Niet gekwalificeerd | Niet gekwalificeerd |
| 2011 | Niet gekwalificeerd | -                   |
| 2012 | Niet gekwalificeerd | Niet gekwalificeerd |
| 2013 | Niet gekwalificeerd | -                   |
| 2014 | Derde               | Vierde              |
| 2015 | Niet gekwalificeerd | -                   |
| 2016 | Poulefase           | Niet gekwalificeerd |
| 2017 | Niet gekwalificeerd | -                   |
| 2018 | Niet gekwalificeerd | Niet gekwalificeerd |
| 2019 | Niet gekwalificeerd | -                   |
| 2022 | Niet gekwalificeerd | Niet gekwalificeerd |
| 2023 | Niet gekwalificeerd | -                   |
| 2024 | Niet gekwalificeerd | Niet gekwalificeerd |